# ۲۱۵ (پیش از میلاد)
۲۱۵ (پیش از میلاد) ۲۱۵مین سال قبل از تقویم میلادی است.

## زادگان
- آنتیوخوس چهارم